# Digana
Digana är en administrativ by i Sri Lanka.   Den ligger i provinsen Sabaragamuwa, i den södra delen av landet, 70 km sydost om huvudstaden Colombo.